# Облога Плеї Мі
Облога Плеї Мі  (В'єтн: bao vây diệt địch ở Pleime) була початком фази першого великого протистояння між солдатами комуністичної Північнов'єтнамської армії (PAVN) та американської армії під час Війни у В'єтнамі.

## Плеї Мі
Плеї Мі був ізольованим табором для американських спецпризначенців та цивільної нерегулярної оборони (CIDG) у Центральному нагір'ї Південного В'єтнаму, який захищав переважно племена монтаньярдів. Табір був створений спеціальними силами армії Сполучених Штатів у 25 милях на південь від міста Плеіку і менш ніж за 20 миль від кордону Камбоджа на Центральному нагір'ї В'єтнаму. Плеї Мі був одним з численних таборів спецпризначення, розкиданих навколо центрального нагір'я, який збирав розвідувальні дані про проникнення в Південний В'єтнам ворожих солдатів через стежку Хо Ши Міна. Також цей табір звинувачували в тому, що він підтримував та вербував у свої лави монтаньярів. У 1965 році в таборі Плеї Мі знаходилось понад 400 солдатів CIDG з племен монтаньярдів. Також в таборі знаходились 12 бійців 5-ї американської групи спеціального призначення та 14 бійців спеціальних сил армії південного В'єтнаму.

## Наступ
О 19:00 19 жовтня патруль монтаньярдів був атакований поблизу Плеї Мі. Це стало першою ознакою, що війська ворога наближаються до табору.
О 22:00 один загін північнов'єтнамських військових перебрався в ворожий форпост, що був на південний захід від табору. Пункт прослуховування американців знаходився за 2000 ярдів (1828,8 м) звідти. Він встановив, що 25 чоловіків були вбитими після того, коли у них закінчились набої.
Після настання темряви, через різні звуки джунглів було чути приглушені постріли з рушниць, які через деякий час затихли. Незабаром після півночі Народна армія В'єтнаму атакувала Плеї Мі з півночі, заходу і сходу із застосуванням стрілецької зброї, мінометів і безвідкатних гармат. Деякі нападники досягли навіть оборонного периметра табору.
Нападники швидко захопили південну заставу. Передові групи ворога озброєні штурмовими гвинтівками прорвалися у табір. Кулеменики в бункерах стріляли червоними трейсерами, що допомогло їм зосередити свій вогонь на першій хвилі саперів, які знешкоджували перешкоди на периметрі. Периметр частково пошколили набитими вибухівкою шматками труби.
Тоді американський командир у Плеї Мі, капітан Гарольд М. Мур, запросив авіаудар. Літаки накрили напалмом околиці табору о 3:45 ранку.
Північно-західний бункер був під прямим нападом. Його захисники відчайдушно відбивалися від нападів бійців північного В'єтнаму. Обстріл напалмом допоміг о шостій годині встановити безвідкатну гармату в бункері. Декілька пострілів з гармати зупинили наступ ворога на цю ключову позицію. Виснажені спецпризначенці після цієї битви не мали куль та оснащення, але бункер вдалось утримати.
На світанку прибув рейс медичних евакуаційних гелікоптерів без знаків розпізнавання, яких супроводжували кілька бойових. Вони спустилися в тліючому табір, щоб забрати поранених. Раптово один з гелікоптерів був підбитий і впав у джунглі. Туди був направлений загін, щоб знайти підбитий вертоліт. У джунглях група потрапила під кулеметний обстріл. При цьому, був смертельно поранений сержант спеціальних військ. Ті, хто вижив, почали в розпачі повертатись на базу.
Полковник спеціальних сил Ч. Беквіт із силами своїх бійців та за підтримки ренджерів південнов'єтнамського 91-го батальйону десанту відправився допомогти бійцям в облозі. Солдати 91-го зібралися на аеродромі Плейку о п'ятій годині вечора 20 жовтня і через тридцять хвилин 1200 осіб відправились на південь по шосе 14.
Механізована група потрапила у велику засідку на півдорозі до Плеї Мі. Зазнавши значних втрат персоналу та транспортних засобів, підтримка у повному складі не дійде до табору аж до 25 жовтня. Відсутність майданчик для гелікоптерної посадки змусило Беквіта провести нічний похід. Полковник мудро вирішив звернути у джунглі до табору. Похід був надзвичайно важким, і незабаром втомлені ноги і виснаження від спеки знижували міцність команди Беквіта.
О п'ятій годині вони були тільки за 35 хвилин від Плеі Мі, але не могли визначити куди рухатися. Тоді полковник Беквіт особисто пішов вперед зі своїм мачете у розвідку. 3-тій броньований кавалерійський ескадрон південного В'єтнаму з танками М41 та бронемашинами M8 залишився, а 1-й батальйон 42-го південнов'єтнамського полку та 21-й і 22-й батальйон рейнджерів південного В'єтнаму відправився вперед.
Коли настала ніч, полковник і його бійці встановили периметр. Вони готові були увійти в Плеї Мі лише на наступний ранок. О 1:40 годині ранку 22 жовтня два літаки A-1E Skyraider були збиті над табором. Першого пілота помітили, як він викинувся з парашутом, але не знайшли. Другого пілота вдалось зрештою врятувати.
Рано вранці група Беквіса виступила до табору. Вони помітили Збройні сили Північного В'єтнаму і почали перестрілку, щоб прорватись до Плеї Мі. Дібравшись до табору, полковник взяв командування на себе. О першій годині три загони покинули табір і відправились на зачистку сусіднього пагорба від бійців північного В'єтнаму. Але раптово загони потрапили в засідку й тяжкий кулемет накрив їх вогнем. Розпочався бій, в якому було вбито 12 монтаньярдів та капітана групи спеціального призначення Томаса Пусера. Після таких втрат загони для зачистки відступили назад на базу.
91-й повітряно-десантний батальйон південнов'єтнамських рейнджерів не щастило й наступного дня. Під час нападу на дві інші кулеметні позиції один боєць північного В'єтнаму напав на групу. Рейнджери в безладі почали тікати, але швидко оговталися й убили його. Вранці 25 жовтня група командос на чолі з двома сержантами спеціальних сил зробили вилазку з вогнеметами навколо табору. Незважаючи на те, що вогнемети працювали зі збоями, командос знищили один з бункерів ворога. Цього ж вечора до табору прибула бронетанкова оперативна група з Плейку.
Хоча зачисні операції тривали ще декілька днів, облога була знята.

## Наслідки
На наступний ранок після прибуття механізованих сил південного В'єтнаму, гелікоптер з офіцерами армії Сполучених Штатів приземлився в Плеї Мі. Полковник Ілві Б. Роберст, командуючий 1-ю бригадою десанту та 1-ю кавалерійською дивізією був висаджений у тліючий табір. О 9-й годині ранку 26 жовтня 1965 року полковник провів повний брифінг. Він перемістив цілу американську піхотну бригаду в табір Холлівей, що біля Плейку, яка на той момент знаходилась в Ан Кхе.
Конфлікт у В'єтнамі більше не був справою сил спеціального призначення Сполучених Штатів Америки. На початку 1965 р. генерал Вільям К. Вестморленд, який керував командуванням з надання військової допомоги В'єтнаму, виявив нагальну необхідність негайно та оперативно підтримати американських військових, які знаходяться на службі в В'єтнамі.

## Висновок
Протягом тижня жорстоких боїв захисники табору Плеї Мі відбивали атаки бійців Північного В'єтнаму. Наплив ворогів закінчився тільки з прибуттям кількох сотень південнов'єтнамських солдатів та після численних повітряних ударів союзників. Втрати Армії Північного В'єтнаму були великими.
Генерал Вільям Вестморленд вирішив скористатися перевагою і відправив 1-у кавалерійську дивізію США на пошук втікаючих бійців північного В'єтнаму. Це рішення призвело до битви в долині Я-Дранг, яка вважається однією з найкровопролитніших битв В'єтнамської війни.